# Abruzzo Ulteriore Primo
L'Abruzzo Ulteriore I o Primo Abruzzo Ultra fu un'unità amministrativa del Regno di Napoli prima e, quindi, del Regno delle Due Sicilie, nata dalla divisione della precedente provincia dell'Abruzzo Ultra.

## Istituzione della provincia
L'ente fu istituito da Giuseppe Bonaparte, che, con la legge 132 del 1806 Sulla divisione ed amministrazione delle province del Regno, varata l'8 agosto, riformò la ripartizione territoriale del Regno di Napoli sulla base del modello francese e soppresse il sistema dei Giustizierati. Negli anni successivi (tra il 1806 ed il 1811), una serie di regi decreti completò il percorso d'istituzione della nuova provincia con la specifica dei comuni che in essa rientravano e la definizione dei limiti territoriali e delle denominazioni di distretti e circondari in cui veniva suddivisa la provincia stessa.
La capitale era Teramo e comprendeva l'attuale omonima provincia con territori limitrofi.
Dal 1º gennaio 1817 l'organizzazione amministrativa venne definitivamente regolamentata con la Legge riguardante la circoscrizione amministrativa delle Provincie dei Reali Domini di qua del Faro del 1º maggio 1816.
La sede degli organi amministrativi era ubicata nel Palazzo del Governo di Teramo, attuale sede della prefettura.

## Suddivisione amministrativa

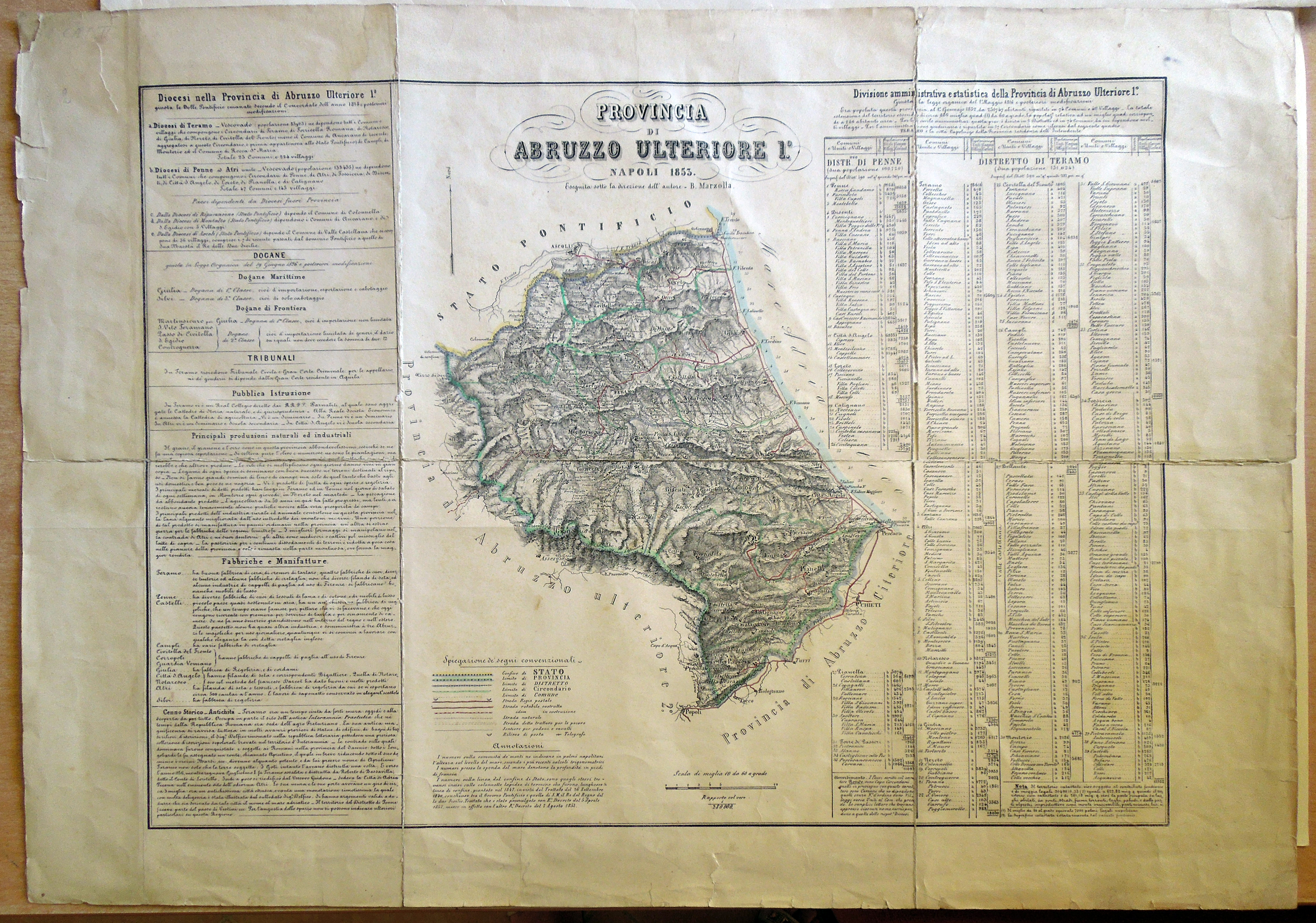
Mappa del 1853 della provincia

La provincia era suddivisa in successivi livelli amministrativi gerarchicamente dipendenti dal precedente. Al livello immediatamente successivo alla provincia individuiamo i distretti che, a loro volta, erano suddivisi in circondari. I circondari erano costituiti dai comuni, l'unità di base della struttura politico-amministrativa dello Stato moderno, ai quali potevano far capo le ville, centri a carattere prevalentemente rurale.
La provincia comprendeva i seguenti distretti:
- Distretto di Teramo;
- Distretto di Penne (tra il 1837 e il 1848, il distretto ebbe per capoluogo il comune di Città Sant'Angelo).

I distretti erano suddivisi complessivamente in 17 circondari.

## Cronotassi degli intendenti
Elenco degli intendenti dal 1806 al 1860:
- Pietro De Sterlich (1806-1808);
- Simone Colonna De Leca (1808-1809);
- Giuseppe Charron (1809-1810);
- Augusto De Turgis (1810-1811);
- Giacinto Martucci (1811-1812);
- Roberto Filangieri (1812-1814);
- Marchese Di Rignano (1813);
- Giuseppe Marini (1814);
- Carlo Cianciulli (1814-1815);
- Ferdinando Cito (1815);
- Gennaro Capece Scondito (1815-1817);
- Federico Guarini (1816);
- Ferdinando Gaetani dei Duchi di Laurenzana (1817-1820);
- Giuseppe Nicola Durini (1820);
- Nicola Lucenti (1820-1821);
- Francesco Saverio Petroni (1821);
- Francesco Perrelli, Marchese di Tomacelli (1821-1830);
- Bonaventura Palamolla (1830-1837);
- Francesco Statella, Marchese di Spaccaforno (1837-1844);
- Giuseppe Valia (1844-1848);
- Raffaele De Thomasis (1848-1849);
- Santo Roberti (1849-1857);
- Francesco Morelli (1857-1859);
- Giuseppe De Nava (1859-1860);
- Pietro De Virgilii (1860).

## Arme della Provincia

Stemma adottato in età napoleonica e ripreso per l'odierna Provincia di Teramo
Stemma in uso durante il Regno delle Due Sicilie